# Meir Jacob Kister
Meir Jacob Kister (מאיר יעקב קיסטר; Mościska, 16 gennaio 1914 – Gerusalemme, 16 agosto 2010) è stato un arabista e islamista israeliano di origine polacca e di cultura ebraica, docente della Università ebraica di Gerusalemme.
Nato in Galizia, nell'attuale Ucraina, quando la regione faceva parte della Polonia, Kister studiò a Sanok e al Ginnasio ebraico di Przemyśl. Nel 1932 si trasferì a Leopoli per studiare Giurisprudenza ma appena un anno dopo abbandonò quegli studi per andar a vivere a Varsavia, dove lavorò nella casa editrice Rój, che era di proprietà di un suo familiare, e nel 1937 divenne socio della casa editrice 'Lektura'.
Kister si recò in Palestina nel 1939, mentre i suoi genitori rimasero in Polonia, finendo con l'essere uccisi dai nazisti. Nel 1940 prese a studiare nell'Università Ebraica ed ebbe tra i suoi professori personalità di grande valore scientifico come D. S. Baneth e Shlomo Dov Goitein. Mentre studiava, Kister effettuava traduzioni dall'arabo in polacco per il Governo polacco in esilio e nel 1945-46 fu addetto  stampa a Beirut e Damasco per conto del Governo polacco. Tra il 1946 e il 1958 perfezionò la sua conoscenza dell'arabo nella scuola 'ha-Reali ha-Ivri' (Scuola reale ebraica) di Haifa . Nel 1954 gli fu affidato l'incarico di sviluppare il suo progetto d'introduzione dell'insegnamento dell'Arabo nelle scuole secondarie israeliane, mettendo in tal modo a frutto il Master da lui conseguito nel 1949 con una tesi che aveva portato all'edizione critica del Kitāb Ādāb al-Ṣuḥba di Abū ʿAbd al-Raḥmān al-Sulamī - dimostrando come questi avesse semplicemente collazionato informazioni già da tempo presenti in altri testi - mentre la tesi di laurea da lui discussa riguardò la storia della tribù araba dei Banū Tamīm durante la jāhiliyya.  Fu tale il successo registrato dal progetto che fu nominato Ispettore Generale del programma.
Tanto H.A.R. Gibb quanto S. M. Stern lo ispirarono e lo aiutarono nel corso di questo importante studio e sostennero il suo progetto d'indagare sul periodo arabo preislamico non limitandosi a lavorare sui pochi testi "canonici" dell'arabistica e dell'islamistica, identificando le informazioni che si trovavano sparpagliate in numerosi manoscritti (superando lo scetticismo, tra gli altri, di un grande studioso come Shlomo Dov Goitein). Quando, nel 1964, conseguì a 50 anni il suo PhD, Kister ottenne immediatamente un posto di Senior lecturer nell'Università Ebraica di Gerusalemme, dove insegnerà per numerosi anni.

Nel 1970 divenne professore ordinario e nel 1969 fondò il Dipartimento di Arabo nell'Università di Tel Aviv assieme al Prof. Gideon Goldenberg, per poi dar vita a un analogo Dipartimento nell'Università di Haifa.

Andò in pensione nel 1983, insignito del titolo di Professore Emerito, che gli consentì di contribuire ancora con genialità al progresso degli studi nell'Università israeliana maggiormente nota per i suoi eccellenti studi sull'Islam.
Per numerosi anni Kister diresse il progetto Arabic Poetry Concordance, consegnato poi nelle mani di Albert Arazi. Fondò inoltre il periodico Israel Oriental Studies, avviò il noto Colloquio intitolato  "From Jāhiliyya to Islam" e creò l'apprezzatissimo periodico Jerusalem Studies in Arabic and Islam. Nel 1971 dette infine alle stampe il vol. IVa del capolavoro storico di Balādhurī: gli Ansāb al-Ashrāf, il cui primo contributo fu concretizzato da Max Schloessinger, nel 1940.

Fu redattore facondo della Encyclopaedia of Islam, per la quale realizzò un ampio numero di lemmi, tutti riguardanti il delicato lasso di tempo che è compreso tra la Jāhiliyya del V-VI secolo e l'avvento dell'Islam agli inizi del VII secolo.

Numerosi suoi contributi che hanno consentito di ampliare le conoscenze su quel periodo sono stati raccolti nella collana britannica "Variorum Reprint", con ben tre volumi: Studies in Jāhiliyya an Early Islam (Londra, 1980), Society and Religion from Jāhiliyya to Islam (Londra, 1990) e Concepts and Ideas at the Dawn of Islam (Aldershot, 1997).
Kister fu membro fin dal 1975 della Israel Academy of Sciences and Humanities e nel 1981 fu insignito dell'Israel Prize.

Era membro anche di numerose istituzioni accademiche internazionali e nel 1988 ricevette il Rothschild Prize per gli studi umanistici.